# 小行星1836
小行星1836（1836 Komarov）是一颗围绕太阳公转的小行星。1971年7月26日，尼古拉·切爾尼赫在克里米亚发现了此天体。
該小行星以蘇聯太空人弗拉基米爾·科馬羅夫命名，同樣以他名字命名的還有一個月球上的環形山。
这颗小行星的绝对星等为12.35683482597881等。